# Капотов, Антон Павлович
Анто́н Па́влович Капо́тов (род. 30 июня 1991, Новокузнецк, Кемеровская область) — российский хоккеист, защитник клуба Высшей хоккейной лиги (ВХЛ) «Молот-Прикамье». Является бронзовым призёром ВХЛ и серебряным призёром Молодёжной хоккейной лиги (МХЛ).

## Биография
Антон Павлович Капотов родился 30 июня 1991 года в городе Новокузнецке Кемеровской области.
Воспитанник новокузнецкого хоккея. В детстве и юности играл в паре с защитником Дмитрием Орловым. В 2007 году начал играть в фарм-клубе новокузнецкого «Металлурга». В марте 2009 года в составе молодёжной команды «Металлург» участвовал в финале Первенства России среди юношей 1992 года рождения. Вместе с командой Антон завоевал на этом турнире золотые медали, одолев в финале магнитогорский «Металлург» со счётом 5:1.
В основной команде начал играть с сезона 2009/10. Уже во второй своей игре в КХЛ 13 сентября 2009 года стал участником драки. В матче против «Витязя» был атакован тафгаем соперника Дарси Веро. 24 декабря набрал своё первое очко в КХЛ, отдав голевой пас Евгению Бумагину. Всего в сезоне сыграл в 46 матчах, в которых отметился двумя результативными передачами. Конец сезона проводил в Молодёжной хоккейной лиге, где, выступая за «Кузнецких Медведей», вместе с командой завоевал серебряные медали МХЛ.
Перед началом сезона 2010/11 был вызван в расположение молодежной сборной России для участия в учебно-тренировочном сборе. Несмотря на это, начал сезон в «Кузнецких медведях». В состав основной команды вернулся только в ноябре. Однако после 18 проведённых игр за «Металлург», в которых он не набрал ни одного результативного балла, его вновь отправили в МХЛ. За «Медведей» сыграл 35 игр и заработал 11 (6+5) очков. 12 февраля 2011 года принял участие в матче Всех звёзд МХЛ. Вместе со сборной Востока стал обладателем Кубка Вызова.
Сезон 2011/12 Капотов начал уже в команде Высшей хоккейной лиги «Ермак». Провёл в ангарской команде 16 игр, в которых отдал 3 результативные передачи. 10 ноября был признан лучшим защитником недели. Несмотря на это, приемлемого количества игрового времени в ВХЛ он не получал, поэтому решил вернулся к «Кузнецким Медведям». В январе было объявлено, что Капотов вошёл в число участников Кубка Вызова-2012. В этом матче он играл в паре с одноклубником Павлом Яценковым. В конце первого периода Капотов вывел сборную Востока вперёд, но в итоге победу праздновала сборная Запада. В плей-офф МХЛ Капотов вместе с командой дошёл до полуфинала Восточной конференции. В третьей игре четвертьфинальной серии с «Толпаром» принёс «Медведям» победу в матче и всей серии, отличившись на 59-й минуте.
Следующий сезон начал в новом фарм-клубе «Металлурга», в «Ариаде-Акпарсе». Уже во втором матче забросил шайбу, отличившись в матче с клубом «Юность-Минск». Проведя за «Ариаду-Акпарс» 12 матчей и заработав 6 (1+5) очков, Антон был вызван в расположении «Металлурга». Однако после 7 проведённых матчей в КХЛ отправился вновь в ВХЛ. Вместе с волжским клубом вышел в плей-офф, который сложился для «Ариады» удачно. Впервые в своей истории «Ариада-Акпарс» вышла в полуфинал чемпионата хоккейной лиги, где уступила «Сарыарке» и в итоге стала бронзовым призёром. Капотов провёл 16 матчей в плей-офф, в которых отметился четырьмя результативными передачами.
По окончании сезона 2012/13 стало известно, что Капотов приедет на просмотр в новокузнецкий «Металлург». На этот раз сумел закрепиться в родной команде. По итогам сезона 2013/14 провёл 36 игр и набрал 2 очка. Не обошлось и без перевода игрока в ВХЛ. Всего в составе «Ариады» сыграл 8 матчей, в которых заработал 3 очка.
Сезон 2014/15 Капотов начал в составе «Металлурга». Однако после двух месяцев в чемпионате он был переведён в новый фарм-клуб «металлургов» в ВХЛ — «Зауралье». По словам главного тренера новокузнецкой команды Германа Титова, связано это было с невыполнением Капотовым игрового задания на льду. Антон в первой же игре в Высшей лиге забросил шайбу, отличившись в матче с «Казцинк-Торпедо». Капотов сразу же стал удачно выступать за «Зауралье» и в итоге был признан лигой лучшим защитником недели в ВХЛ. После 9 матчей вернулся в основную команду. 12 декабря в матче против «Лады» забросил свою первую шайбу в КХЛ.

## Статистика
| Легенда | Легенда                    | Легенда | Легенда                   | Легенда | Легенда    |
| ------- | -------------------------- | ------- | ------------------------- | ------- | ---------- |
| И       | Количество проведённых игр | Штр     | Штрафное время            | +/−     | Плюс-минус |
| Г       | Голы                       | П       | Голевые передачи          | О       | Очки       |
| -       | Статистика неизвестна      | —       | Статистика не учитывалась |         |            |

### Клубная
- a В «Плей-офф» учитывается статистика игрока в Кубке Надежды.

По данным: Eliteprospects.com, Eurohockey.com и r-hockey.ru

## Достижения
| Год  | Команда           | Достижение            | Достижение |
| ---- | ----------------- | --------------------- | ---------- |
| 2010 | Кузнецкие Медведи | Серебряный призёр МХЛ | [ 7 ]      |
| 2013 | Ариада-Акпарс     | Бронзовый призёр ВХЛ  | [ 17 ]     |

| Год        | Команда           | Достижение                        | Достижение |
| ---------- | ----------------- | --------------------------------- | ---------- |
| 2011, 2012 | Кузнецкие Медведи | Участник Матча всех звёзд МХЛ (2) | [ 24 ]     |